# 勞頓 (密歇根州)
勞頓（英語：Lawton）是位於美國密歇根州范布倫縣安特衛普鎮區的一個村。

## 人口
根據2020年美國人口普查的數據，勞頓的面積為6.02平方千米，當中陸地面積為5.93平方千米，而水域面積為0.09平方千米。當地共有人口1850人，而人口密度為每平方千米307人。